# El estudiante (pel·lícula de 2009)
El estudiante és una pel·lícula mexicana dramàtica del 2009, opera prima del director Roberto Girault. Fou filmada en sis setmanes amb un pressupost de 20 milions de pesos mexicans i es va estrenar al Chicago Latino Film Festival, on va tenir bona acollida. Va estar vint-i-dues setmanes seguides en cartellera i va recaptar tres milions d'euros.

## Sinopsi
És la història d'un grup de joves i un home de 70 anys, anomenat Chano, qui acaba d'inscriure's a la Universitat de Guanajuato per estudiar Literatura, i que amb una marcada actitud característica del Quixot, trencarà la bretxa generacional. Així, en una trobada de costums i tradicions diferents els personatges compartiran desitjos i ensenyaments però, a més, hauran de superar diferents proves de la vida enmig del romanç, l'amistat i la intriga. Destacant que l'aprenentatge no sols es limita a les aules de classe sinó també a tenir un aprenentatge significatiu basat en l'experiència i les emocions.

## Repartiment
- Jorge Lavat com Chano Antúnez.
- Norma Lazareno com Alicia.
- Cristina Obregón com Carmen.
- Pablo Cruz Guerrero com Santiago.
- Siouzana Melikián com Alejandra.
- Jorge Luis Moreno com Marcelo.
- Cuauhtémoc Duque com Eduardo.
- Daniel Martínez com Héctor.
- Roxana Ramirez Romero com Sofía.
- Silvia Santoyo' com Lucía.
- Luis Gabriel López com Jorge.
- Sofía Toache com Matilde.
- Fernando Estrada com Álvaro.
- José Carlos Ruiz com Don Pedro

## Premis
A la 40a edició de les Diosas de Plata de 2010 va obtenir els premis a la millor pel·lícula, millor director, millor actor (per Jorge Lavat), millor paper de quadre femení (per Norma Lazareno), millor música i millor cançó per cinema.